# Ali Larter
Alison Elizabeth „Ali“ Larter (* 28. února 1976, Cherry Hill, New Jersey, USA) je americká herečka a bývalá modelka. Mezi její nejznámější role patří ztvárnění Niki Sandersové v televizním seriálu Hrdinové (Heroes). Ztvárnila též některé vedlejší role v úspěšných hollywoodských filmech jako jsou Varsity Blues, Šílená jízda, Dům na Haunted Hill, Nezvratný osud, Pravá blondýnka, Jay a Mlčenlivej Bob vrací úder, Resident Evil: Zánik či Posedlá. V roce 2017 hrála manažerku hlavní postavy seriálu Vysněná meta.

## Osobní život
Narodila se v Cherry Hill v New Jersey. Je dcerou Margaret a Danforth Lartera. Navštěvovala Carusi Middle School a později odmaturovala na Cherry Hill High School West, během studiu už pracovala jako modelka. Na začátku srpna 2009 se provdala za svého dlouhodobého přítele Hayse MacArthura. V prosinci 2010 se jim narodil syn Theodore Hayes MacArthur. V lednu 2015 se jim narodila dcera Vivienne Margaret.

## Filmografie

### Filmy
| Rok  | Název                            | Role                  | Poznámky |
| ---- | -------------------------------- | --------------------- | --- |
| 1997 | Sharpheroes                      | Sandy Fernandes       | |
| 1999 | Dům na Haunted Hill              | Sara Wolfe            | |
| 1999 | Varsity Blues                    | Darcy Sears           | |
| 1999 | Šílená jízda                     | Dulcie                | |
| 1999 | Giving It Up                     | Amber                 | |
| 2000 | Nezvratný osud                   | Clear Rivers          | Young Hollywood Award v kategorii Průlomové vystoupení – herečka Nominace – Blockbuster Entertainment Award v kategorii Nejoblíbenější herečka – horor                                                              |
| 2001 | Pravá blondýnka                  | Brooke Taylor Windham | |
| 2001 | Jay a Mlčenlivej Bob vrací úder  | Chrissy               | |
| 2001 | Psanci Ameriky                   | Zerelda 'Zee' Mimms   | |
| 2003 | Nezvratný osud 2                 | Clear Rivers          | |
| 2004 | Divoká posedlost                 | Isobel Delano         | |
| 2005 | Něco jako láska                  | Gina                  | |
| 2005 | Confess                          | Olivia Averill        | |
| 2007 | Homo Erectus                     | Fardart               | |
| 2007 | Resident Evil: Zánik             | Claire Redfield       | |
| 2007 | Crazy                            | Evelyn Garland        | |
| 2007 | Marigold                         | Marigold Lexton       | |
| 2009 | Posedlá                          | Lisa Sheridan         | Filmová cena MTV v kategorii Nejlepší souboj (s Beyoncé Knowles) Nominace – Teen Choice Award v kategorii Nejlepší souboj (s Beyoncé Knowles) Nominace – Zlatá malina v kategorii Nejhorší herečka ve vedlejší roli |
| 2010 | Resident Evil: Afterlife         | Claire Redfield       | |
| 2014 | Diagnóza žárlivost               | Molly                 | |
| 2014 | To nejsi Ty                      | Keely                 | |
| 2015 | Ďábelský dům                     | Madison               | |
| 2016 | Resident Evil: Poslední kapitola | Claire Redfield       | |
| —    | The Last Victim                  | Susan                 | |

### Televize
| Rok        | Název                  | Role                                   | Poznámky |
| ---------- | ---------------------- | -------------------------------------- | --- |
| 1997       | Správná Susan          | Maddie                                 | díl: „The Ways and Means“ |
| 1997       | Chicago Sons           | Angela                                 | díl: „Beauty and the Butt“ |
| 1998       | Nemocnice Chicago Hope | Samantha                               | díl: „Memento Mori“ |
| 1998       | Třeba mě sežer         | Karey Burke                            | díl: „College or Collagen“ |
| 1998       | Dawsonův svět          | Kristy Livingstone                     | 2 díly |
| 2004       | Vincentův svět         | samu sebe                              | díl: „Doprovod“ |
| 2006–10    | Hrdinové               | Niki / Jessica Sanders / Tracy Strauss | Hlavní role, 53 dílů Gracie Award v kategorii Nejlepší herečka ve vedlejší roli – dramatický seriál Teen Choice Award v kategorii Nejlepší televizní herečka – akční/dobrodružný Nominace – Cena Saturn v kategorii Nejlepší televizní herečka ve vedlejší roli Nominace – Teen Choice Award v kategorii Nejlepší televizní herečka – akční/dobrodružný |
| 2012       | The Asset              | Anna King                              | Hlavní role, neprodaný pilot |
| 2013       | Liga snů               | Georgia Thompson                       | díl: „The Credit Card Alert“ |
| 2014       | Legenda                | Crystal McGuire                        | hlavní role, 10 dílů |
| 2016       | Vysněná meta           | Amelia Slater                          | hlavní role, 10 dílů |
| 2017       | Larry, kroť se         | televizní detektiv                     | díl: „The Shucker“ |
| 2018–2019  | Splitting Up Together  | Paige                                  | 3 díly |
| 2019–dosud | Zelenáč                | Dr. Grace Sawyer                       | vedlejší role |
| —          | The Sidelines          | —                                      | |